# Codename: ICEMAN
Codename: ICEMAN est un jeu vidéo d'aventure développé et édité par Sierra On-Line, sorti en 1989 sur DOS, Amiga et Atari ST.

## Accueil
- Adventure Gamers : 1,5/5 (DOS)[1]
- The One : 80 % (DOS)[2]